# Лукашов, Константин Петрович
Константи́н Петро́вич Лукашо́в (настоящая фамилия — Лукаше́в; род. 20 июня 1947, Ташкент) — советский и российский актёр театра и кино.

## Биография
Константин Лукашов в 1965—1966 годах выступал с эстрадным оркестром Дворца культуры нефтяников в Фергане (Узбекистан) в качестве солиста. Также посещал театральную студию.
После школы планировал поступить в Ташкентский театральный институт, но набор уже состоялся, поэтому принял решение стать студентом транспортного института, который закончил его брат.
«В 1966 году в Ташкенте было землетрясение и требовались рабочие руки в институте открыли вечерний стройфакультет, куда я и поступил с условием работать на железобетонном заводе и учиться вечером. Так я и сделал. Но тут по велению Всевышнего ко мне спустился добрый ангел и сказал мне, что есть возможность поступить на 2-й курс актерского факультета в институт».Лукашов в интервью «Радио Петербург» в 2017 году.
Два семестра будущий актёр проходил вольнослушателем, экзамены за два курса сдавал экстерном и зачислен был только на третьем курсе. По окончании института в 1970 году поступил в Ташкентский ТЮЗ. По его словам, роль шута в спектакле «Пушкинские сказки» стала для него пропуском в будущие роли.
После служил в драматическом театре в Ростове-на-Дону. Спустя сезон там сменился главный режиссёр и Лукашов был вынужден уехать в Сибирь, где играл в Тобольском драмтеатре. Следом актёр сменил в поисках своего режиссёра Улан-Удэ, Москву, Владивосток, Барнаул.
В 1979 году переехал в Ленинград, где женился. У актёра трое детей. Ненадолго уезжал в Латвию, где играл в театре Балтийского флота. В Ленинграде — Александринский театр, Театр на Неве, Государственный театр реального искусства.
За плечами Константина Лукашова более 35 ролей в кино. Дебютная роль — эпизод в фильме Леонида Макарычева «Сквозь огонь» (1982 г.). Однако только после роли капитана Ганичева в «Порохе» (1985 г.) актёра стали чаще звать в кино. Одной из самых заметных работ Лукашова стал фильм Олега Тепцова «Господин оформитель». Также известен по ролям в сериалах «Агент национальной безопасности-4», «Черный ворон», фильмах «Наших бьют!», «Ночь самоубийцы».

## Фильмография
- 1982 — Сквозь огонь — немец (в титрах не указан)
- 1985 — Порох — командир катера Ганичев
- 1986 — Исключения без правил (киноальманах) — человек в наушниках (Исключение второе — «Скрепки»)
- 1987 — Первая встреча, последняя встреча
- 1988 — Всадник (короткометражный)
- 1988 — Господин оформитель — кладбищенский сторож
- 1988 — Эсперанса
- 1988 — Эти… три верные карты… — Сурин
- 1988 — Полет птицы
- 1988 — Прости нас, сад — Аркаша
- 1990 — Посредине мира — мужчина в гимнастерке
- 1991 — Австрийское поле — проводник
- 1991 — Ночь самоубийцы
- 1997 — Анна Каренина — железнодорожный рабочий
- 1998 — Улицы разбитых фонарей-1 — Павел Сергеевич Михайлов, стрелок ("Операция «Чистые руки» / 11-я и 12-я серии)
- 2000 — Луной был полон сад
- 2001 — Сестры — гармонист в поезде
- 2001 — Чёрный ворон — «Ленин»
- 2003 — Агент национальной безопасности-4 — Располов («Королева мечей» / 3-я и 4-я серии)
- 2004 — Бункер — старый солдат
- 2004 — Рагин
- 2006 — Столыпин… Невыученные уроки — эпизод (8-я серия), эсер (11-я серия)
- 2008 — А.Д. — бомж (2-я и 3-я серии)
- 2009 — Анна Каренина — железнодорожник
- 2009 — Видримасгор, или История моего космоса — мужичонка
- 2009 — Жить сначала — Жора-гармонист
- 2009 — С чёрного хода — учитель черчения
- 2010 — Счастливый конец — дядя Коля
- 2010 — Найди меня
- 2010 — Наших бьют! — Гаврилыч
- 2011 — Беглецы
- 2011 — Утомлённые солнцем 2: Цитадель
- 2012 — Конец света — отец сектантки
- 2012 — Литейный (7-й сезон) — Михалыч, пьяный
- 2012 — Мать-и-мачеха
- 2012 — Улицы разбитых фонарей-12 — Николай Петрович («Двойной заказ» / 19-я серия)
- 2013 — Чужой район-3 — Василий Панин
- 2014 — Ленинград 46 — дворник («Оборотни» / 5-я серия)
- 2017 — Морские дьяволы. Северные рубежи — Егоров («Сверхсекретная миссия» / 7-я серия)